# Japan Armwrestling Federation

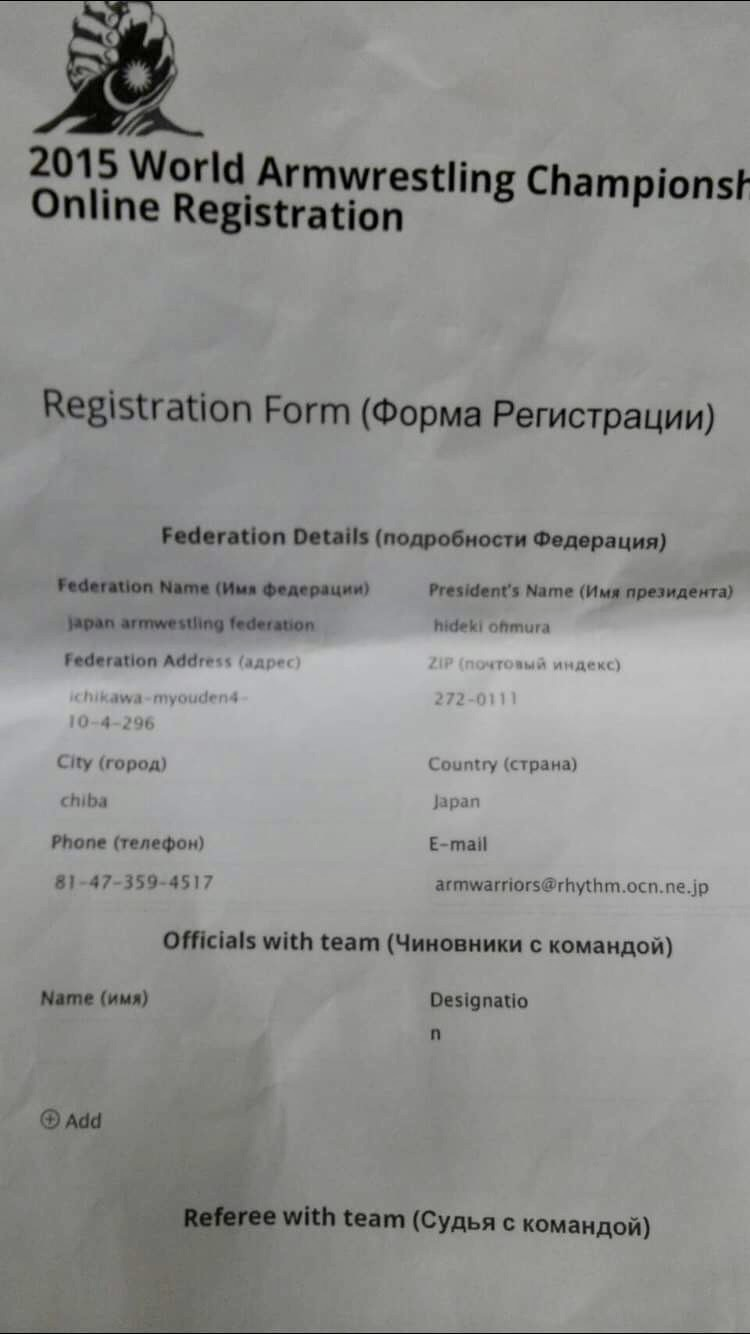
2015年にマレーシアで開催された世界アームレスリング選手権大会で、世界アームレスリング連盟 (WAF) およびアジアアームレスリング連盟(AAF)に加盟した際の登録書。

Japan Armwrestling Federation（ジャパンアームレスリングフェデレーション）は、かつて存在した日本のアームレスリング団体。

## 概要
- 2015年9月26日 - マレーシアで開催された世界アームレスリング選手権大会で、世界アームレスリング連盟 (WAF) およびアジアアームレスリング連盟(AAF)に加盟している。
- 2017年9月2日 - ハンガリーで開催された世界アームレスリング選手権大会で、JAF日本アームレスリング連盟（JAF Japan Armwrestling Federation）として再登録される。